# Disloque-arrest
Het Disloque-arrest (HR 6 oktober 1995, NJ 1998/190) is een arrest van de Nederlandse Hoge Raad dat betrekking heeft op aansprakelijkheid voor letselschade ten gevolge van een sportongeval, terwijl de leiding tekort is geschoten in het treffen van voorzorgsmaatregelen.

## Samenvatting
Tijdens een training bij haar turnvereniging is een 14-jarige turnster bij het uitvoeren van een "disloque" uit de ringen gevallen, en heeft daarbij ernstig letsel opgelopen. Zowel de trainster als de vereniging zijn aansprakelijk voor de letselschade. De voorzorgsmaatregelen waren onvoldoende om ernstige gevolgen bij zo'n val te voorkomen, althans te beperken.

## Casus
De "disloque" is een moeilijk onderdeel van het turnen aan de ringen. Bij de disloque in zwaai ontstaat het risico van vallen aan het einde van de zwaai, wanneer de benen vanuit de vouwhang in horizontale stand boven het hoofd worden gestrekt.
Door de grote kracht die dan op de schouders wordt uitgeoefend, is het moeilijk om de ringen te blijven vasthouden. Als een turnster op dat moment uit de ringen valt, kan ze heel ongelukkig terechtkomen op rug, nek of hoofd. Eén of twee helpers moeten haar zo nodig opvangen als ze zou komen te vallen.
Astrid Veenhoven was in 1985 lid van een turnvereniging en een ervaren turnster die de disloque goed beheerste. Ze maakte destijds kans om in de nationale selectie opgenomen te worden. Tijdens de training is de 14-jarige turnster bij het uitvoeren van de disloque uit de ringen gevallen. Ze is (waarschijnlijk) met haar hoofd naast de mat op de grond terechtgekomen. Door de val heeft ze ernstig hoofdletsel en hersenletsel opgelopen en is blijvend invalide geraakt. Ze heeft geruime tijd in coma gelegen en nadien zit ze in een rolstoel.
De turnleidster was weliswaar een gediplomeerd (bevoegd) trainster, maar ze had bij haar sollicitatie kenbaar gemaakt dat ze niet bekwaam was om de oefeningen aan de ringen te begeleiden. Ze was niettemin aangenomen en het bestuur had haar te verstaan gegeven dat het toestel "ringen" er ook gewoon bij hoort. De vereniging had geen eisen gesteld over het aanvullen van ontbrekende kennis.
Op de dag van het ongeval kreeg het groepje van Astrid begeleiding van een ervaren turner, die echter nog nooit zelf een disloque had uitgevoerd. De turnleidster was bij een ander groepje in dezelfde zaal. Zodoende was er slechts één assistent (in plaats van twee) om Astrid te helpen en haar (zo nodig) op te vangen. Bovendien heeft deze assistent op het fatale moment niet goed opgelet.
De vader van Astrid stelt de turnleidster en de turnvereniging aansprakelijk. Hij vordert schadevergoeding op grond van dat het ongeluk te wijten is aan de onrechtmatige daad en de schuld van de turnleidster en de vereniging, die bovendien als werkgever aansprakelijk is.

## Rechtsvraag
Zijn er voldoende voorzorgsmaatregelen genomen om de ernstige gevolgen van de val te voorkomen, althans aanzienlijk te beperken? (Nee.) Oftewel, hebben de trainster en/of de vereniging gehandeld in strijd met een zorgvuldigheidsnorm? (Ja.)

## Procesgang
De vordering wordt door de rechtbank afgewezen en in hoger beroep door het hof toegewezen. Het cassatieberoep wordt verworpen. Dat was ook de conclusie van de advocaat-generaal. De trainster en de vereniging zijn beiden aansprakelijk voor de letselschade ten gevolge van de val.

### Hof
Het hof oordeelt dat zowel de trainster in de begeleiding van de training, als de vereniging bij het aanstellen van de trainster tekort zijn geschoten in de zorg die van hen jegens de deelnemers aan de training kan worden gevergd. Daarmee hebben zij onzorgvuldig gehandeld en zijn zij beiden aansprakelijk voor de letselschade van de turnster. Bovendien is de vereniging ook als werkgever aansprakelijk.
Het hof overwoog:

[3.2] Het hof gaat (...) ervan uit dat de disloque een oefening is die grote risico's meebrengt (...)
[3.3] Het kennelijk verband dat bestaat tussen de aard van de val en de zeer ernstige gevolgen brengt met zich dat aan de te nemen voorzorgsmaatregelen zeer strenge eisen dienen te worden gesteld, zodat de gevolgen –wanneer zich een niet altijd te vermijden val voordoet– worden voorkomen, althans aanzienlijk worden beperkt. (...)
[3.6] Naar het oordeel van het hof staat (...) vast, dat het zeer ernstige letsel het gevolg is van het niet treffen van de vereiste voorzorgsmaatregelen van [de trainster en de vereniging].

### Hoge Raad
De Hoge Raad bevestigt het oordeel van het hof. De Hoge Raad overwoog:

[3.4] Klaarblijkelijk en met juistheid is het Hof ervan uitgegaan dat, nu bij de activiteiten waarvan hier sprake is, een val met het risico van zeer ernstig letsel op zichzelf niet altijd is te vermijden, het treffen van bijzondere maatregelen ter voorkoming of beperking van de gevolgen geboden is. Dat die maatregelen wellicht niet in alle gevallen voldoende zijn om de gevolgen te voorkomen of aanzienlijk te beperken doet hieraan niet af. (...)
[3.7] Klaarblijkelijk heeft het Hof niet beslissend geacht of voldoende waarschijnlijk is dat het treffen van veiligheidsmaatregelen de gevolgen van de val hadden kunnen voorkomen, en geoordeeld dat het niet naleven van een veiligheidsnorm meebrengt dat ook letsel dat buiten de normale lijn der verwachtingen ligt, aan de overtreder van die norm moet worden toegerekend. Deze oordelen zijn juist, zodat het middel [VII] faalt.

## Conclusie
Een ongeluk is niet altijd te voorkomen. Door het niet naleven van een veiligheidsnorm is i.c. de trainster en de vereniging aansprakelijk voor de gevolgen van de val. Voor de aansprakelijkheid en de maatstaf voor de schade maakt het geen verschil (1) dat het ongeluk is gebeurd tijdens de sportbeoefening en (2) dat het slachtoffer lid was van de turnvereniging.

## Context
De juridische strijd is tien jaar na het ongeval pas ten einde gekomen. De turnvereniging was verzekerd bij Nationale-Nederlanden, die steeds om principiële redenen heeft geweigerd om een schikking te treffen. Volgens de verzekeraar was het slachtoffer een ervaren turnster die zelf de risico's had kunnen en moeten inschatten.